# メルヘン王子グリム
『メルヘン王子グリム』は、渡邉築によるギャグ漫画。『週刊少年ジャンプ』2011年12号から同年30号まで連載された。

## あらすじ
ある日突然、メルヘン王国からメルヘン王子のグリムがやってきた。彼は少年・磯部にメルヘン王子になってもらいたいようだが…。

## 登場人物
童話を題材としている為か、登場人物にはそれにちなんだ名前が付けられている事が多い。

### 主要人物
グリム
本作の主人公。メルヘン王国第七王子。
金色の長い髪を持ち、冠をかぶっている。移動の際は常に白馬に乗っている。年齢は自称10万17歳。好物はタコ焼き。
メルヘン王国の王子だが、本人はメルヘンにまったく興味が無い。逆に人間界に興味があり、任侠映画のビデオなどをこっそり仕入れては、自室で鑑賞したりしている。メルヘン王子たちの中で、こんなふうに育ってしまったのはグリムだけらしい。
メルヘンに全く興味が無いためメルヘン王国を飛び出し、自分の代わりにメルヘン王子になってくれる者を探している。物知り鏡の助言により、磯部にメルヘン人としての素質があることを知って、磯部の家に無理やり居候し、あの手この手で磯部をメルヘン人にしようと企んでいる。
かなり図々しい性格で、他人の家を馬の突進で蹴り破ったり、自分の要求を受け入れてもらえないと怒ったりする。しかし、興味ある物をもらうと簡単に引き下がる。また、自分以外のヤツが磯部を困らせているのを見るのが不愉快らしく、磯部を助けることもある。
飛び出す絵本で童話の力を使うことも出来るが、彼が使うと一般的なイメージとは異なる童話のキャラクターが登場する。また、メルヘンパンチを使える他、メルヘンを帯びた攻撃でなければ、ダメージを受けない。
第4話にて、御伽小学校に転校生としてやってくる。磯部の不安をよそにクラスメイト達とあっさり仲良くなり、横暴教師の景山を追い払ったことで、クラスの人気者となる。磯部からは「家に居候している大道芸人」と言われている。
磯部達彦（いそべ たつひこ）
本編におけるツッコミ役。御伽小学校6年1組の男子生徒。ごく普通の少年。
グリムからは「イソッペ」と呼ばれ、母親と白雪からは「タツ」と呼ばれている。グリムにツッコむことはもちろん、実の母親にもキツいツッコミを行うことがある。クラスメイトの白雪のことが好き。
ある日突然現れたグリムにより、メルヘン人になることを勧められてしまう。グリムがメルヘン王国から持って来たメルヘン菌（後述）により、徐々にメルヘン化が進みつつあり、そのまま何もしなければ1年で完全にメルヘン化してしまうらしい。このメルヘン化を解くためには白雪からのキスが必要とされているため、グリムの妨害を突破して何とか白雪からのキスをもらおうと涙ぐましい奮闘をしている。
メルヘン化の影響により、グリムと同様に飛び出す絵本を使える能力が身に付いているが、この能力を使うと通常よりもメルヘン化が加速してしまう。

### 御伽小学校

#### 6年1組
白雪結衣（しらゆき ゆい）
6年1組の女子生徒。人気グラビアアイドル。
いわゆるツンデレな性格。小学6年生とは思えないほどのグラマーな体型をしている。彼女も磯部のことが気になるようだが、マネージャーの前では「女優になるまで恋愛はしない」と言っている。しかし、それが彼女の本心かどうかは不明。
磯部を完全にメルヘン化させるために磯部と白雪のキスを妨害しようと企むグリムの策略によって、1年間誰ともキスをしないという契約をさせられた。
ちなみに彼女の両親もツンデレであり、グリム曰く「めんどくさい親子」。
読み切り版では、グリムに左胸をもぎ取られた。
村田乙丸（むらた おとまる）
6年1組の男子生徒（転校生）。集英組組長の息子。ドレッドヘアの髪型をした少年。
父親がメルヘン王国に毒されてしまったため、グリムを敵視している。まだ小学生ながら、極道殺法という独自の武術を身に付けていて、暴走族を数人相手にしても楽に勝てる実力を誇っている。背中にフランダースの犬の刺青が掘られているが、これはメルヘン王国から帰ってきた父親によって彫られたもの。
「グリムに生活を狂わされた」という共通点から、磯部と仲良くなる。転校初日に白雪に一目惚れしたが、それを告白すれば磯部を裏切ることになるため、恋と義理人情の板ばさみに悩んでいる。
好沢（すきざわ）
磯部のクラスメイト。自称「白雪の親衛隊隊長」。
白雪が好きで臆面もなく白雪の顔写真が入ったTシャツ（裏には手描きの白雪の絵が描いてあるが、磯部曰く「バイオハザード」にしか見えないという）を着ている。誕生会などに呼ばれたことはない。そもそも白雪は親衛隊自体を認めておらず、むしろ迷惑がっている様子。
初めは磯部のことをライバル視していたが、なんだかんだで仲良くやっている。作中では損な役回りを請け負うことが多く、本人もそれを自覚している。
恋するエジソンにも同名のキャラクターが登場する。
桑田晃一郎（くわた こういちろう）
6年1組の生徒。金持ち、イケメン、成績優秀、スポーツ万能の優等生。
白雪のことが好き。ナルシストな一面があり、白雪にモテている磯部をライバル視している。地獄王子ダンテと手を組み、磯部を倒して白雪と仲良くなろうとする。しかし、ダンテのことは基本的に「バカ」と見ている。
地獄の力を使ったことで、一時的に地獄の住人のような姿になった。ダンテ曰く「地獄村長」。
竹下知恵（たけした ちえ）
御伽小学校の女性教師。6年1組の担任。
子供好き。校長から半ば強引にグリムの面倒を任せられる。取り乱すと九州地方のなまりのある言葉で喋る。

#### その他の学校関係者
竹取かぐや（たけとり-）
6年2組の女子生徒。文武両道の美少女。
校内では白雪に次ぐ人気を誇る。兄弟がいないため、男性に興味津々であり、度を越した変態行為を行うこともある。周りからは「ちょっと変わった子」と思われている。磯部のことが気になるらしい。
景山鬼造（かげやま おにぞう）
御伽小学校の男性教師。教育指導。6年2組の担任。40歳。
校則に違反する物はすべて没収し、持ちこんだ生徒の頭髪をバリカンで剃るため、生徒から嫌われている。禿頭をカツラで隠しているため、ハゲ山と呼ばれる。生徒の髪をバリカンで剃るのも、個人的な恨みかららしい。
エロ本を購読し、アンケート葉書には性の悩みを書きまくっている。ペンネームはフサフサ。
自らの頭を侮辱した白雪に復讐するため、彼女を罠にはめようとするがグリムによって暴かれる。その後、グリムのメルヘンパンチによりカツラが逃げ出してしまったため、一身上の都合でしばらく休むことになったが、後にカツラを新調して復活した。復活後も基本的な性格は変わっていないが、少なくとも初登場時のような生徒への虐待行為は見られなくなっている。
校長
小柄でキラキラした目を持つ禿頭の男性。
グリムにきび団子を食べさせられ、団子依存症になってしまった。

### メルヘン人・生物
メルヘン国王
グリムの父親。
本人は未登場だが、回想シーンでは閻魔大王のような容貌をしている。兄たちと違い、メルヘンに育たなかったグリムを見て嘆いているらしい。
キャロル
メルヘン王国第6王子。グリムの兄。
グリムのことを「グリー」と呼ぶほど、グリムのことを溺愛している。グリムにちょっといいことがあると、成長記念セレモニー等を催そうとする。人間界に逃げ出したグリムを連れ戻しに来たことがある。
幼少期にグリムに無理やりメルヘンな生活をさせようとして、トラウマを植え付けた過去を持つ。メルヘンキックを使うことで、万物をメルヘン化させることが出来る。グリムのようなことにはならない。
オスカー
メルヘン王国第5王子。
その顔は吹き出しに隠れていて、最後まで不明のままであった。この他、メルヘン王国には第1～第4までの王子もいる模様だが、彼らが実際に登場することはなかった。
物知り鏡
顔が丸い鏡で、身体が全身タイツな謎の生物。メルヘン王国一の物知りで、情報を顔の鏡に映し出すことが出来る。
ドスケベな性格で、グリムからエロ本を情報代として受け取っている。
ポイズン
キノコの着ぐるみを着たオッサン。
1話目で磯部の家の中に住んでいた。何故か磯部に夢中である。
バニー
バニースーツを着た男。
1話目で磯部の家の中に住んでいた。よく尻をアップで映す。野生のものはかなり目つきが悪い。よく畑を荒らしているらしい。
ちなみに、飛び出す絵本の『ウサギとカメ』の話からも出現する。
キャッツ
某劇団のミュージカルに出てくる猫の格好をしたオッサン。
1話目で磯部の家の中にいた。ノミがついている。磯部のストラップ作りをマジメに手伝おうとするなど、良い奴であると思われる。
ペロー
キツネクリオネと呼ばれる、妖精のような姿をしたメルヘン界の生物。キャロルのペット。
キツネというより猫に近い頭を持ち、ふわふわと空を飛ぶ。語尾に「ニュ」とつける。人をバカにするのが好き。その時の感情に合わせてお面を被る習性を持つ。また、牙には毒があり、噛まれると短時間ではあるが泥酔状態になる。
グリムの様子を探る為、キャロルが送り込んだ。キャロルがグリムを連れ戻すのに失敗した後も、磯部家に住みついている。グリムからは「うんこぺろぺろ大統領」と呼ばれている。
雷神
メルヘン王国の大臣。
普段はパンツ一丁だが、家ではシャツを着ているらしい。思考回路が主婦。
親指姫
その名の通り親指の姿をした姫。
常に胸を片方出している。常に泣き笑いしている。キャッチコピーは「指だけど!指じゃなかった!」（自称）。

### 地獄の住人
ダンテ
地獄王子。
プライドが高くかなりのナルシストで、常に自分が目立っていないと気が済まない。センスはかなり悪い。「閻魔帳」を使って、全ての亡者を操る力を持つ。首のない馬に乗っている。アゴが外れるとものすごくシャクレる。
金目当てで「地獄一武道会」に参加し、自身を倒したグリムを勝手にライバル視している。以降、グリムに対して何か理由を付けては勝負を申し込もうとするが、グリムからは迷惑がられている。
第9話でグリムに殴り飛ばされ、その勢いで桑田の家に突入。グリムと戦うため、桑田と地獄の契約を結ぶ。
鬼
ダンテの召使。何人もいる。基本的にダンテの言いなり。
宮本武蔵
「閻魔帳」によってダンテに呼び出された剣豪。ノースリーブシャツとブリーフパンツをはいたオッサン。
地獄で暮らすうちに正気が保てなくなったらしい。剣ではなくサンマを極めている。さらにサンマも極めて新しい道を見つけたらしく、戦闘の際はうんこを投げつけて戦う。
千利休
「閻魔帳」によって桑田に呼び出された。お茶の入ったドリンクバーを背負っている。彼いわく、「茶で一番大事なのは量」らしい。ちなみに一杯240円。
尚、彼のお茶には下剤が入っている。
ライト兄弟
「閻魔帳」によって桑田に呼び出された。サングラスをかけている。桑田、ダンテと一緒に飛行機に乗った。
アイザック・ニュートン
「閻魔帳」によって桑田に呼び出された。地球の引力によって地獄に落とされたらしい。引力とリンゴを自由自在に操る能力を持ち、リンゴを隕石のように放って攻撃する。
マリー・アントワネット
「閻魔帳」によって桑田に呼び出された。首がものすごく太い上に、外れやすくなっている。宝石などの私物の管理にうるさい。ダンテからはアントワマンと呼ばれる。
ガンジー
「閻魔帳」によって桑田に呼び出された。暴力主義で、いつも鬼のような形相で怒っている。地獄では「暴力の父」と呼ばれているらしい。

### 童話の登場人物
マッチ売りのおっさん
飛び出す絵本の『マッチ売りの少女』の話から出てきた。グリムが呼び出したので、少女ではなくオッサンである。
マッチの火により欲望を具現化することが出来るが、自分の欲望を具現化してしまう。性格も欲望もドスケベである。最期に寒さで死んでしまう所だけは、原作に忠実。
浦島太郎
飛び出す絵本の『浦島太郎』の話から出てきた若者。常に恐ろしい顔をしている。人助けをすると、その人の肩に乗ってついてくる。
玉手箱から発せられる煙により、人間の下半身だけを老化させる。すぐに戻るが、数日間はショックで寝込んでしまうらしい。
元ほら吹き少年
飛び出す絵本の『オオカミ少年』の話から出てきた少年。全身ムキムキの体型。本人曰く「ほらを吹くより筋肉を鍛えた方がストレス発散できる」。ことあるごとに意味のない筋肉アピールを披露する。恋愛経験は無し。
第13話で再び登場したが、筋トレをサボって肥満化していた。
金太郎
飛び出す絵本の『金太郎』の話から出てきた。額に書かれた「金」の文字と丸い鼻と分厚い唇が特徴。怪力を持ち、相撲が得意。
ピーターパン
飛び出す絵本の『ピーターパン』の話から出てきた。キャロルによって召喚され、さらに『アーサー王物語』から呼び出されたエクスカリバーを使って、グリムのジャックと戦う。最期はパワーアップしたジャックのガラスの装甲に押し潰されて敗北。
ジャック
飛び出す絵本の『ジャックと豆の木』の話から出てきた。何故かロボットである。手がロケットパンチになっている。
キャロルのピーターパンとの戦いで窮地に立たされるが、シンデレラが憑依したことでパワーアップ。スカートからバーニアを出す魔法使いのロボットに純白の衣装を着せられたロボットに変身させられ、城へと向かった。
一休さん
飛び出す絵本の『一休さん』の民話から出てきた。109と書かれたTシャツを着ている今風のチャラ男。「渋谷系とんち」を得意とする。
桃太郎
飛び出す絵本の『桃太郎』の話から出てきた。グリムが徹夜でゾンビ映画を見ていたため、桃からではなく土から出てきたゾンビと化してしまった。噛みついたものをゾンビに変える。
3万匹のこぶた
飛び出す絵本の『3匹のこぶた』の話から出てきた。グリムが磯部に憑依した状態で召喚されたため、パワーアップしている。半分の1万5000匹のこぶたが建物を造り、残りの半分はチャーシューになる。
あしながすぎるおじさん
飛び出す絵本の『あしながおじさん』の話から出てきた。グリムが磯部に憑依した状態で召喚されたため、パワーアップしている。雲の上まで突き抜ける程、桁違いに足が長い。財力も桁違いらしい。
抜く人たち
飛び出す絵本の『おおきなかぶ』の話から出てきた集団。曰く「カブなどを引っこ抜く業者」。所属はうんとこ商事。
猿
飛び出す絵本の『さるかに合戦』の話から出てきた。「桃栗13年」と書かれたネクタイをしている。ライフルの腕は超一流。
スペースピーターパン
飛び出す絵本の『ピーターパン』の話から出てきた。宇宙に行きたいらしく、宇宙服を着ている。
魔法使い
飛び出す絵本の『シンデレラ』の話から出てきた。人がきている服をいやらしい服に変えることが出来る。横田に蹴り飛ばされた。
北風
飛び出す絵本の『北風と太陽』の話から出てきた。顔は雲だが、身体はボクサーパンツ一丁の暑苦しい男。息を吹きかけてコーヒーを冷ました。性格もクール。
太陽
飛び出す絵本の『北風と太陽』の話から出てきた。顔は太陽だが、身体はティーバック一丁の暑苦しい男。北風と張り合っている。
裸の王様
飛び出す絵本の『裸の王様』の話から出てきた。バカな人間には見ることが出来ない。陰部がオバケサイズである。
おつる
飛び出す絵本の『鶴の恩返し』の話から出てきた女性。恩返しに来たはずだが、機織り部屋で首を吊って死亡。何故か第一声で「鶴です」と言った。
ハイジ
飛び出す絵本の『アルプスの少女ハイジ』の話から出てきた。包丁を持った鬼婆のような姿をしている。
クララ
飛び出す絵本の『アルプスの少女ハイジ』の話から出てきた。車いすに乗っているが、下半身が無い。下半身を求めて人間に襲いかかる、完全な妖怪である。

### メルヘン化させられたもの
トラック
第1話登場。居眠り運転のトラックが白雪を轢きそうになった時、メルヘンパンチでメルヘン化した。白雪の目前で停車したが、その後白雪に話しかけたため、白雪は気絶した。
野糞
第2話登場。磯部のプレゼントを踏みつぶそうとした白雪親衛隊から、プレゼントを守った。曰く「踏まれるのが俺の仕事」。
ローション太郎
第3話登場。白雪のイベントで使われた多量のローションがメルヘン化し、巨大な人の形を成したもの。頭部は取り外し可能。
カツラ
第4話登場。景山のカツラ。「もう隠すのは嫌なんです」といって逃げ出したが、その際に他人の自転車を勝手に使ったため、逮捕された。
刺青
第5話登場。乙丸が背中に刻まれた、『フランダースの犬』の刺青。グリムに命を吹き込まれたことで一度背中から抜け出たが、ネロが白雪のスカートの中を覗いたため白雪に殴られ、背中に戻って死亡した。
ティーポット（キャロル）
第7話で登場。ポットに顔が付き、勝手にお茶を注いでくれるという、いかにもメルヘンらしい産物。
ティーポット（グリム）
第7話で登場。人の形をしていて、股間のポットからお茶を注ぐ。
嫉妬の鬼
第8話で登場。白雪の嫉妬心が擬人化したもの。精神までツンデレである。嫉妬心が増幅すれば巨大化するが、怖いものや苦手なものを見ると縮む。
磯部の胃、肺、腸
第9話で登場。ダンテに盗られた磯部の心臓を探すため、場所を聞き出すためにメルヘン化された。しかし、誰も知らなかった。
便意
第10話で登場。千利休に下剤を盛られた磯部を助けるため、グリムがメルヘン化させた。ものすごい量だった。桑田がばらまいたビラによると6人前らしい。
マラソン終盤ではグリムによって桑田の身体に入り、漏らさせた。
ラーメン屋の看板
第14話で登場。強風で落下し、猫を押しつぶしそうになったところを、グリムがメルヘン化させた。一見さんお断り。

### その他
ママ
磯部の母親。
突然やってきたグリムにいきなり瓢箪に吸い込まれたことから、メルヘンの存在を認識する。能天気な性格で、息子がメルヘン人になることについて特に拒否する姿勢は見せていない。下ネタと美形の男性が好き。
樺木（かばき）
白雪のマネージャー。
村田の父
集英組の組長。
第1話でグリムによってメルヘン王国に攫われ、彼の世話をしていたが、メルヘン国王によって返されてしまった。その後集英組に戻るが、完全にメルヘン王国の住人のようになってしまった。
横田純（よこた じゅん）
新人の女性警察官。御伽警察署勤務。
御伽町に出没する不審者の黒幕がグリムであると突き止め、彼を異国の人と思い込んで常識を教えてあげようとする。人一倍正義感が強いが、メルヘンへの耐性に乏しく、グリムの非常識さに困惑する日々が続いている。グリムからは「ヨコチン」と呼ばれ、1人の女性として気に入られている。
御伽小学校の卒業生でもあり、修学旅行には警備係として同伴した。

## 用語
メルヘン王国
グリムが住む国。おとぎ話とかでよくある国のことらしい。住んでいる人間は「メルヘン人」と呼ばれ、大概が普通の人間とは異なる姿をしている。挨拶は「メルヘーニュ」。
メルヘン菌
人間をメルヘン人にするための薬。これを人間が飲むと、身体が徐々にメルヘン人へと変化してしまう。ただし、心から愛する人にキスされると元に戻るらしい。
飛び出す絵本
様々な童話が描かれた本で、童話に登場する人物を呼び出すことが出来る。また、絵本の登場人物を自らに憑依させ、その能力を得ることが出来る。
召喚戦（しょうかんせん）
各々が召喚したメルヘンで戦う決闘。召喚したメルヘンとは別の物語から、様々な生物や道具を呼び出し、チューンアップすることもできる。
御伽小学校（おとぎしょうがっこう）
磯部たちの通う小学校。
集英組（しゅうえいぐみ）
極道の一派。
地獄一武道会（じごくいちぶどうかい）
地獄中の猛者が集う武道大会。
地獄核（じごくかく）
人間に埋め込むことで、その人間を地獄王子にする道具。基本的に効果はメルヘン菌と同じだが、1日で地獄化が完了する。数時間で姿が魔王のようになる。
閻魔帳（えんまちょう）
地獄の秘宝。死者を呼び出すことが出来る。

## 単行本
- 渡邉築 『メルヘン王子グリム』 集英社〈ジャンプ・コミックス〉、全2巻
  1. 「グリムとイソッペ」 2011年7月4日発売、ISBN 978-4-08-870261-2
  2. 「グリムと告白」 2011年9月2日発売、ISBN 978-4-08-870289-6